# Conura albifrons
Conura albifrons är en stekelart som först beskrevs av Walsh 1861.  Conura albifrons ingår i släktet Conura och familjen bredlårsteklar. Inga underarter finns listade i Catalogue of Life.